# Universidade Thompson Rivers
A Universidade de Thompson Rivers (TRU) é uma universidade pública de ensino e pesquisa que oferece cursos de graduação e pós-graduação e treinamento vocacional. Seu campus principal fica em Kamloops, na Colúmbia Britânica, Canadá, e seu nome vem dos dois rios que convergem em Kamloops, North Thompson e South Thompson. A universidade tem um campus satélite em Williams Lake, e uma divisão de educação a distância chamada TRU-Open Learning. Também possui várias parcerias internacionais por meio de sua divisão TRU World.